# Mile Ilić
Pour les articles homonymes, voir Ilić.
Mile Ilić, en serbe : Миле Илић (né le 2 juin 1984 à Tuzla, dans la République socialiste de Bosnie-Herzégovine, en ex-Yougoslavie) est un joueur serbe de basket-ball, évoluant au poste de pivot.